# Dmitrij Barinov
Dmitrij Nikolajevitj Barinov (ryska: Дмитрий Николаевич Баринов), född 11 september 1996 i Ogudnevo, Moskva oblast, är en rysk fotbollsspelare som spelar för Lokomotiv Moskva. Han representerar även Rysslands fotbollslandslag.